# Il fronte interno
Il fronte interno è un film del 2022 diretto da Guido Acampa.

## Trama
La storia di una famiglia che vive in una zona dove i jet italiani decollano per andare in Iraq per combattere la "guerra del terrorismo".

## Distribuzione
Presentato al Torino Film Festival.
Il film è stato distribuito nelle sale cinematografiche italiane dal 26 maggio 2022.

## Riconoscimenti
- Tiburon International Film Festival 2021: Federico Fellini Award
- ARFF Berlin - International Film Awards 2021: Best Feature FIlm[4]

## Accoglienza

### Critica
Il lungometraggio è stato rencensito.